# Sóviet Supremo de la República Socialista Soviética de Estonia
El Sóviet Supremo de la República Socialista Soviética de Estonia (en estonio: Eesti NSV Ülemnõukogu, en ruso : Верховный Совет Эстонской ССР; romanizado Verkhovnyy Sovet Estonskoy SSR) fue el sóviet supremo (mayor órgano legislativo) de la República Socialista Soviética de Estonia, una de las repúblicas constituyentes de la Unión Soviética, desde 1940 hasta 1992.
La estructura y funciones del Sóviet Supremo de la República Socialista Soviética de Estonia se basaron en las del Sóviet Supremo de la Unión Soviética. Las sesiones del Sóviet Supremo duraban solo varios días dos veces al año y las decisiones se tomaban por unanimidad y sin mucha discusión. Las elecciones del Sóviet Supremo fueron irregulares hasta 1975 y se celebraron cada cinco años después de 1975. El Sóviet Supremo de la República Socialista Soviética de Estonia tenía como sede el castillo de Toompea, que ahora alberga al Riigikogu.

## Historia
El Sóviet Supremo de la República Socialista Soviética de Estonia fue establecido el 25 de agosto de 1940, como un consejo temporal, y posteriormente, el 7 de abril de 1941, como el Sóviet Supremo de la RSS de Estonia. Entre 1941 y 1944, el Sóviet Supremo estuvo en el exilio, a causa de la Gran Guerra Patria. Los miembros del Sóviet Supremo que permanecieron en la RSS de Estonia fueron ejecutados. En 1988, se llevó a cabo un referéndum sobre la soberanía de la República Socialista Soviética de Estonia en 1990, y el número de diputados se redujo a 105. El 8 de mayo de 1990 a las 11:23 a. m., la República Socialista Soviética de Estonia pasó a llamarse República de Estonia. El 20 de agosto de 1991, al 23 de marzo , el Sóviet Supremo declaró el restablecimiento de la independencia de Estonia.
En el párrafo 3 del artículo 1 de la Ley de aplicación de la Constitución de 1992 se nombró al Consejo Supremo, hasta que se  anunciaran los resultados de nuevas elecciones para el Riigikogu. El Sóviet Supremo finalizó sus actividades el 14 de septiembre de 1992.

## Estructura

### Presídium
El presídium era el órgano con funciones legislativas encargado de dirigir al Sóviet Supremo durante los periodos entre sesiones de este. Los miembros de este eran elegidos por los diputados al inicio de cada convocatoria. Sus funciones eran convocar las sesiones del Sóviet Supremo, interpretar las leyes, otorgar títulos honoríficos y condecoraciones, relevar y designar a ministros locales a propuesta del Presidente del Consejo de Ministros, entre otras. Estaba formado por un presidente, dos vicepresidentes, un secretario y 9 miembros ordinarios. 

### Diputados
Los diputados del Sóviet Supremo de la RSS de Estonia eran electos sobre la base de sufragio universal, igual y directo en votación secreta por ciudadanos mayores de 18 años.

## Facultades
El Sóviet Supremo de la República Socialista Soviética de Estonia elegía un Presídium responsable ante él, y también formaba al Gobierno; elegía al Consejo de Ministros de la República Socialista Soviética de Estonia, y a la Corte Suprema de la República Socialista Soviética de Estonia. También los diputados eligieron a los jefes de los comités ejecutivos locales y parcialmente a sus diputados, el estado mayor de mando de los distritos militares ubicados en el territorio de la RSS de Estonia.
Los deberes del Sóviet Supremo también consistían en:
- Modificar la Constitución de la República Socialista Soviética de Estonia y adoptar nuevas versiones;
- Publicar y aprobar los planes económicos nacionales y el presupuesto estatal de la república;
- Supervisar el estado y la gestión de las empresas subordinadas a la Unión y supervisarlas.

La forma principal de la actividad del Sóviet Supremo eran las sesiones, que el Presídium convocaba dos veces al año. Asimismo, ante solicitud del Presídium o a solicitud de un tercio de los diputados, se podían convocar sesiones extraordinarias y solemnes (dedicadas a fechas destacadas). El Sóviet Supremo formaba comisiones permanentes y temporales. Las leyes fueron aprobadas por mayoría de votos de los diputados que participaron en la reunión del Sóviet Supremo.

## Convocatorias
| Convocatoria      | Periodo   |
| ----------------- | --------- |
| I Convocatoria    | 1940-1946 |
| II Convocatoria   | 1947-1950 |
| III Convocatoria  | 1951-1954 |
| IV Convocatoria   | 1955-1959 |
| V Convocatoria    | 1959-1962 |
| VI Convocatoria   | 1963-1966 |
| VII Convocatoria  | 1967-1970 |
| VIII Convocatoria | 1971-1975 |
| IX Convocatoria   | 1975-1979 |
| X Convocatoria    | 1980-1984 |
| XI Convocatoria   | 1985-1990 |
| XII Convocatoria  | 1990-1991 |

## Presidentes delPresídiumdel Sóviet Supremo de la RSS de Estonia
El presídium era el organismo permanente del Sóviet Supremo. Su presidente era el jefe de Estado de jure.
Los presidentes del presídium fueron:
| Imagen | Imagen | Nombre                        | Inicio                  | Fin                     | Partido político  |
| ------ | ------ | ----------------------------- | ----------------------- | ----------------------- | ----------------- |
|        |        | Johannes Vares (1890-1946)    | 25 de agosto de 1940    | 29 de noviembre de 1946 | Partido Comunista |
|        |        | Nigol Andresen (1899-1985)    | 29 de noviembre de 1946 | 5 de marzo de 1947      | Partido Comunista |
|        |        | Eduard Päll (1903-1989)       | 5 de marzo de 1947      | 4 de julio de 1950      | Partido Comunista |
|        |        | August Jakobson (1904-1963)   | 4 de julio de 1950      | 4 de febrero de 1958    | Partido Comunista |
|        |        | Johan Eichfeld (1893-1989)    | 4 de febrero de 1958    | 12 de octubre de 1961   | Partido Comunista |
|        |        | Alekséi Müürisepp (1902-1970) | 12 de octubre de 1961   | 7 de octubre de 1970    | Partido Comunista |
|        |        | Artur Vader (1920-1978)       | 22 de diciembre de 1970 | 25 de mayo de 1978      | Partido Comunista |
|        |        | Johannes Käbin (1905-1999)    | 26 de julio de 1978     | 8 de abril de 1983      | Partido Comunista |
|        |        | Arnold Rüütel (1928-2024)     | 8 de abril de 1983      | 28 de marzo de 1990     | Partido Comunista |

## Presidentes del Sóviet Supremo de la RSS de Estonia
| Imagen | Imagen | Nombre                            | Inicio                  | Fin                     | Partido político  |
| ------ | ------ | --------------------------------- | ----------------------- | ----------------------- | ----------------- |
|        |        | Voldemar Sassi (1899-1941)        | 25 de agosto de 1940    | agosto de 1941          | Partido Comunista |
|        |        | Agosto Kründel (1897-1967)        | 5 de marzo de 1947      | 14 de enero de 1953     | Partido Comunista |
|        |        | Joosep Saat (1900-1977)           | 5 de abril de 1955      | 23 de abril de 1959     | Partido Comunista |
|        |        | Harald Ilves (1920-1998)          | 23 de abril de 1959     | 18 de abril de 1963     | Partido Comunista |
|        |        | Vaino Väljas (1931-2024)          | 18 de abril de 1963     | 20 de abril de 1967     | Partido Comunista |
|        |        | Arnold Koop (1922-1988)           | 20 de abril de 1967     | 18 de diciembre de 1968 | Partido Comunista |
|        |        | Ilmar Vahe (1922-1976)            | 18 de diciembre de 1968 | 4 de julio de 1975      | Partido Comunista |
|        |        | Johannes Lott (1930-2024)         | 4 de julio de 1975      | 13 de diciembre de 1978 | Partido Comunista |
|        |        | Jüri Suurhans (1921-1984)         | 13 de diciembre de 1978 | 5 de julio de 1982      | Partido Comunista |
|        |        | Matti Pedak (?-?)                 | 5 de julio de 1982      | 27 de marzo de 1985     | Partido Comunista |
|        |        | Valde Roosmaa (1930-2020)         | 27 de marzo de 1985     | 18 de mayo de 1989      | Partido Comunista |
|        |        | Enn-Arno Sillari (Nacido en 1944) | 18 de mayo de 1989      | 28 de marzo de 1990     | Partido Comunista |
|        |        | Arnold Rüütel (1928-2024)         | 29 de marzo de 1990     | 20 de agosto de 1991    | Partido Comunista |